# ラシナ・トラオレ
ラシナ・エメガラ・トラオレ（Lacina Emeghara Traoré、1990年5月20日 - ）は、コートジボワール・アビジャン出身の元サッカー選手。現役時代のポジションはFW。

## 経歴

### クラブ
2006年からコートジボワールのASECミモザのユースチームでキャリアをスタートさせ、2007年にスタッド・アビジャンに移籍した。2008年にルーマニアのCFRクルージュに移籍。2011年2月、ロシア・プレミアリーグに昇格を果たしたFCクバン・クラスノダールに移籍した。2011-12シーズンでは38試合に出場し18得点を挙げた。2012年6月初旬、FCアンジ・マハチカラへ移籍と国内の複数のメディアで伝えられ、6月29日に正式に移籍した。
2014年1月4日、リーグ・アンのASモナコに移籍、4年半契約を結んだが、1月24日エヴァートンFCにレンタル移籍した。エヴァートンではリーグ戦1試合の出場にとどまり、その後モナコに復帰した。2016-17シーズンはPFC CSKAモスクワとスポルティング・デ・ヒホン、2017-18シーズンはアミアンSCにレンタル移籍した。
2019年2月、ハンガリーのウーイペシュトFCに移籍した。

### 代表
2012年11月14日のオーストリアとの親善試合でコートジボワール代表デビューを果たし、代表初得点も挙げた。

## タイトル

### クラブ
CFRクルージュ
- リーガ1：2009-10, 2019-20
- ルーマニアカップ：2008-09, 2009-10
- ルーマニア・スーパーカップ：2009, 2010

### 代表
- アフリカネイションズカップ：2015